# Athlétisme aux Jeux asiatiques de 2018
Navigation
Édition précédente
Les épreuves d'athlétisme des Jeux asiatiques de 2018 se déroulent du 25 août au 30 août 2018 à Jakarta, en Indonésie.

## Résultats

### Hommes
| 100 m (+ 0,8 m/s) | Su Bingtian 9 s 92 (CR) | Tosin Ogunode 10 s 00 (PB)                                                                                     | Ryōta Yamagata 10 s 00 (PB=)                                                                  |
| 200 m (+ 0,7 m/s) | Yūki Koike 20 s 23 (PB) | Yang Chun-Han 20 s 23 (NR)                                                                                     | Salem Eid Yaqoob 20 s 55                                                                      |
| 400 m | Abdalelah Haroun 44 s 89                                                                                                   | Mohammad Anas 45 s 69                                                                                          | Ali Khamis Khamis 45 s 70                                                                     |
| 800 m | Manjit Singh 1 min 46 s 15 (PB)                                                                                            | Jinson Johnson 1 min 46 s 35                                                                                   | Abubaker Abdalla 1 min 46 s 38                                                                |
| 1 500 m | Jinson Johnson 3 min 44 s 72                                                                                               | Amir Moradi 3 min 45 s 62                                                                                      | Mohammed Tiouali 3 min 45 s 88                                                                |
| 5 000 m | Birhanu Balew 13 min 43 s 17                                                                                               | Albert Rop 13 min 43 s 76                                                                                      | Tariq Ahmed al-Amri 13 min 56 s 49                                                            |
| 10 000 m | Abraham Cheroben 29 min 0 s 29                                                                                             | Zhao Changhong 30 min 7 s 49                                                                                   | Kieran Tuntivate 30 min 29 s 04                                                               |
| Marathon | Hiroto Inoue 2 h 18 min 22 s                                                                                               | El Hassan el-Abbassi 2 h 18 min 22 s                                                                           | Duo Bujie 2 h 18 min 48 s                                                                     |
| 110 m haies (+ 0,0 m/s) | Xie Wenjun 13 s 34 | Chen Kuei-Ru 13 s 39 (NR)                                                                                      | Shunya Takayama 13 s 48                                                                       |
| 400 mètres haies | Abderrahman Samba 47 s 66                                                                                                  | Ayyasamy Dharun 48 s 96 (NR)                                                                                   | Takatoshi Abe 49 s 12                                                                         |
| 3 000 m steeple | Hossein Keyhani 8 min 22 s 79 (CR, NR)                                                                                     | Yaser Bagharab 8 min 28 s 21 (PB)                                                                              | Kazuya Shiojiri 8 min 29 s 42                                                                 |
| 20 km marche | Wang Kaihua 1 h 22 min 4 s                                                                                                 | Toshikazu Yamanishi 1 h 22 min 10 s                                                                            | Jin Xiangqian 1 h 25 min 41 s                                                                 |
| 50 km marche | Hayato Katsuki 4 h 3 min 30 s                                                                                              | Wang Qin 4 h 6 min 48 s                                                                                        | Joo Hyun-myeong 4 h 10 min 21 s                                                               |
| 4 × 100 m | Japon Ryōta Yamagata Shūhei Tada Yoshihide Kiryū Asuka Cambridge 38 s 16                                                   | Indonésie Fadlin Fadlin Lalu Muhammad Zohri Eko Rimbawan Bayu Kertanegara 38 s 77 (NR)                         | Chine Xu Haiyang Mi Hong Su Bingtian Xu Zhouzheng 38 s 89                                     |
| 4 × 400 m | Qatar Abderrahman Samba Mohamed Nasir Abbas Mohamed El Nour Abdalelah Haroun 3 min 0 s 56 (AR) Participants aux séries : 0 | Inde Kunhu Muhammed Ayyasamy Dharun Muhammad Anas Arokia Rajiv 3 min 1 s 85 Jeevan Karekoppa Suresh Jithu Baby | Japon Julian Walsh Yūki Koike Takatoshi Abe Shōta Iizuka 3 min 1 s 94 Jun Kimura Shō Kawamoto |
| Saut en hauteur | Wang Yu 2,30 m | Woo Sang-hyeok 2,28 m (SB=)                                                                                    | Naoto Tobe Majd Eddine Ghazal 2,24 m                                                          |
| Saut à la perche | Seito Yamamoto 5,70 m (CR)                                                                                                 | Yao Jie 5,50 m                                                                                                 | Patsapong Amsam-Ang 5,50 m (NR)                                                               |
| Saut en longueur | Wang Jianan 8,24 m (CR) | Zhang Yaoguang 8,15 m (SB)                                                                                     | Sapwaturrahman 8,09 m (NR)                                                                    |
| Triple saut | Arpinder Singh 16,77 m | Ruslan Kurbanov 16,62 m (PB)                                                                                   | Cao Shuo 16,56 m                                                                              |
| Lancer du poids | Tejinder Pal Singh Toor 20,75 m (CR, NR)                                                                                   | Liu Yang 19,52 m (SB)                                                                                          | Ivan Ivanov 19,40 m                                                                           |
| Lancer du disque | Ehsan Hadadi 65,71 m | Mustafa al-Saamah 60,09 m                                                                                      | Essa Mohamed al-Zenkawi 59,44 m                                                               |
| Lancer du marteau | Ashraf Amgad el-Seify 76,88 m                                                                                              | Dilshod Nazarov 74,16 m                                                                                        | Suhrob Khodjaev 74,06 m (SB)                                                                  |
| Lancer du javelot | Neeraj Chopra 88,06 m (NR)                                                                                                 | Liu Qizhen 82,22 m (PB)                                                                                        | Arshad Nadeem 80,75 m (NR)                                                                    |
| Décathlon | Keisuke Ushiro 7 878 points                                                                                                | Sutthisak Singkhon 7 809 points (NR)                                                                           | Akihiko Nakamura 7 738 points                                                                 |
| Records et Performances - AR : Record continental (area record) - CR : Record des championnats (championship record) - MR : Record du meeting (meet record) - NR : Record national (national record) - OR : Record olympique (olympic record) - PR : Record paralympique (paralympic record) - PB : Record personnel (personal best) - SB : Meilleure performance personnelle de la saison (season's best) - WL : Meilleure performance mondiale de l'année (world leader) - WJR : Record du monde junior (world junior record) - WR : Record du monde (world record) Circonstances et Conditions - DNF : N'a pas terminé (did not finish) - DNS : N'a pas pris le départ (did not start) - DQ : Disqualification (disqualification) - NM : Aucun essai valable enregistré (No Mark) - Q : Qualifié « directement » au prochain tour (ou à la prochaine compétition), lors d'une compétition majeure, grâce au classement ou à la réalisation des minima (automatic qualifier) - q : Qualifié au prochain tour (ou à la prochaine compétition), lors d'une compétition majeure, grâce au repêchage ou à la réalisation de l'une des meilleures performances parmi celles des « non qualifiés directement » (grâce au meilleur temps ou à la meilleure distance par exemple) (secondary qualifier) | | |                                                                                               |

### Femmes
| 100 m | Edidiong Odiong 11 s 30                                                                                           | Dutee Chand 11 s 32                                                                  | Wei Yongli 11 s 33                                                                                          |
| 200 m (- 0,7 m/s) | Edidiong Odiong 22 s 96                                                                                           | Dutee Chand 23 s 20                                                                  | Wei Yongli 23 s 27                                                                                          |
| 400 m | Salwa Eid Naser 50 s 09 (GR)                                                                                      | Hima Das 50 s 79 (NR)                                                                | Elina Mikhina 52 s 63                                                                                       |
| 800 m | Wang Chunyu 2 min 1 s 80 (SB)                                                                                     | Margarita Mukasheva 2 min 2 s 40                                                     | Manal el-Bahraoui 2 min 2 s 69                                                                              |
| 1 500 m | Kalkidan Gezahegne 4 min 7 s 88                                                                                   | Tigist Gashaw 4 min 9 s 12                                                           | P. U. Chitra 4 min 12 s 56                                                                                  |
| 5 000 m | Kalkidan Gezahegne 15 min 8 s 08                                                                                  | Darya Maslova 15 min 30 s 57                                                         | Bontu Rebitu 15 min 36 s 78                                                                                 |
| 10 000 m | Darya Maslova 32 min 7 s 23                                                                                       | Eunice Chumba 32 min 11 s 12                                                         | Zhang Deshun 32 min 12 s 78 (PB)                                                                            |
| Marathon | Rose Chelimo 2 h 34 min 51 s                                                                                      | Keiko Nogami 2 h 36 min 27 s                                                         | Kim Hye-song 2 h 37 min 20 s                                                                                |
| 100 mètres haies | Jung Hye-lim 13 s 20                                                                                              | Emilia Nova 13 s 33 (PB)                                                             | Lui Lai Yiu 13 s 42 (PB)                                                                                    |
| 400 mètres haies | Quách Thị Lan 55 s 30 (NR)                                                                                        | Aminat Jamal 55 s 65                                                                 | Anu Raghavan 56 s 92                                                                                        |
| 3 000 m steeple | Winfred Yavi 9 min 36 s 52                                                                                        | Sudha Singh                                                                          | Nguyễn Thị Oanh 9 min 43 s 83                                                                               |
| 20 km marche | Yang Jiayu 1 h 29 min 15 s (CR)                                                                                   | Qieyang Shijie 1 h 29 min 15 s (=CR)                                                 | Kumiko Okada 1 h 34 min 02 s                                                                                |
| 4 × 100 m | Bahreïn Iman Essa Jasim Edidiong Odiong Hajar al-Khaldi Salwa Eid Naser 42 s 73 (CR) Participantes aux séries : 0 | Chine Liang Xiaojing Wei Yongli Ge Manqi Yuan Qiqi 42 s 84 Huang Guifen Kong Lingwei | Kazakhstan Viktoriya Zyabkina Elina Mikhina Svetlana Golendova Olga Safronova 43 s 82 Rima Kashafutdinova 0 |
| 4 × 400 m | Inde Hima Das M. R. Poovamma Sarita Gayakwad V. K. Vismaya 3 min 28 s 72                                          | Bahreïn Aminat Jamal Iman Essa Jasim Edidiong Odiong Salwa Eid Naser 3 min 30 s 61   | Viêt Nam Nguyễn Thị Oanh Nguyễn Thị Hằng Hoàng Thị Ngọc Quách Thị Lan 3 min 33 s 23                         |
| Saut en hauteur | Svetlana Radzivil 1,96 m (CR)                                                                                     | Nadiya Dusanova 1,94 m (PB)                                                          | Nadezhda Dubovitskaya 1,84 m                                                                                |
| Saut à la perche | Li Ling 4,60 m (CR)                                                                                               | Chayanisa Chomchuendee 4,30 m (NR)                                                   | Lim Eun-ji 4,20 m (SB)                                                                                      |
| Saut en longueur | Bùi Thị Thu Thảo 6,55 m (SB)                                                                                      | Neena Varakil 6,51 m (SB)                                                            | Xu Xiaolong 6,50 m                                                                                          |
| Triple saut | Olga Rypakova 14,26 m (SB)                                                                                        | Parinya Chuaimaroeng 13,93 m                                                         | Thi Men Vu 13,93 m (SB)                                                                                     |
| Lancer du poids | Gong Lijiao 19,66 m                                                                                               | Gao Yang 17,64 m                                                                     | Noora Salem Jasim 17,11 m (SB)                                                                              |
| Lancer du disque | Chen Yang 65,12 m                                                                                                 | Feng Bin 64,25 m                                                                     | Seema Antil 62,26 m                                                                                         |
| Lancer du marteau | Luo Na 71,42 m | Wang Zheng 70,86 m                                                                   | Hitomi Katsuyama 62,95 m                                                                                    |
| Lancer du javelot | Liu Shiying 66,09 m (CR)                                                                                          | Lü Huihui 63,16 m                                                                    | Kim Gyeong-ae 56,74 m                                                                                       |
| Heptathlon | Swapna Barman 6 026 points                                                                                        | Wang Qingling 5 954 points                                                           | Yuki Yamazaki 5 874 points (PB)                                                                             |
| Records et Performances - AR : Record continental (area record) - CR : Record des championnats (championship record) - MR : Record du meeting (meet record) - NR : Record national (national record) - OR : Record olympique (olympic record) - PR : Record paralympique (paralympic record) - PB : Record personnel (personal best) - SB : Meilleure performance personnelle de la saison (season's best) - WL : Meilleure performance mondiale de l'année (world leader) - WJR : Record du monde junior (world junior record) - WR : Record du monde (world record) Circonstances et Conditions - DNF : N'a pas terminé (did not finish) - DNS : N'a pas pris le départ (did not start) - DQ : Disqualification (disqualification) - NM : Aucun essai valable enregistré (No Mark) - Q : Qualifié « directement » au prochain tour (ou à la prochaine compétition), lors d'une compétition majeure, grâce au classement ou à la réalisation des minima (automatic qualifier) - q : Qualifié au prochain tour (ou à la prochaine compétition), lors d'une compétition majeure, grâce au repêchage ou à la réalisation de l'une des meilleures performances parmi celles des « non qualifiés directement » (grâce au meilleur temps ou à la meilleure distance par exemple) (secondary qualifier) | |                                                                                      | |

### Mixte
| 4 × 400 m | Inde Mohammad Anas M. R. Poovamma Hima Das Arokia Rajiv 3 min 15 s 71 | Kazakhstan Svetlana Golendova Dmitriy Koblov Elina Mikhina Mikhail Litvin 3 min 19 s 52 | Chine Cheng Chong Yang Lei Huang Guifen Wu Yuang 3 min 19 s 91 |
| Records et Performances - AR : Record continental (area record) - CR : Record des championnats (championship record) - MR : Record du meeting (meet record) - NR : Record national (national record) - OR : Record olympique (olympic record) - PR : Record paralympique (paralympic record) - PB : Record personnel (personal best) - SB : Meilleure performance personnelle de la saison (season's best) - WL : Meilleure performance mondiale de l'année (world leader) - WJR : Record du monde junior (world junior record) - WR : Record du monde (world record) Circonstances et Conditions - DNF : N'a pas terminé (did not finish) - DNS : N'a pas pris le départ (did not start) - DQ : Disqualification (disqualification) - NM : Aucun essai valable enregistré (No Mark) - Q : Qualifié « directement » au prochain tour (ou à la prochaine compétition), lors d'une compétition majeure, grâce au classement ou à la réalisation des minima (automatic qualifier) - q : Qualifié au prochain tour (ou à la prochaine compétition), lors d'une compétition majeure, grâce au repêchage ou à la réalisation de l'une des meilleures performances parmi celles des « non qualifiés directement » (grâce au meilleur temps ou à la meilleure distance par exemple) (secondary qualifier) |                                                                       |                                                                                         |                                                                |

### Records du monde
- Relais 4 x 400 mixte :
  -  Bahreïn : 3 min 11 s 89

### Records des Jeux battus
- 100 m H :
  -  Su Bingtian : 9 s 92
- 3 000 m steeple H :
  -  Hossein Keyhani : 8 min 22 s 79
- Saut en longueur H :
  -  Wang Jianan : 8,24 m
- Lancer du poids H :
  -  Tejinder Pal Singh Toor : 20,75 m
- 400 m F :
  -  Salwa Eid Naser : 50 s 86 (séries)
  -  Salwa Eid Naser : 50 s 09 (finale)
- 400 m haies F :
  -  Kemi Adekoya : 54 s 87 (séries)
  -  Kemi Adekoya : 54 s 48 (finale)
- 20 km marche F :
  -  Yang Jiayu : 1 h 29 min 15 s
- Saut à la perche F :
  -  Li Ling : 4,60 m
- Lancer du javelot F :
  -  Liu Shiying : 66,09 m

## Tableau des médailles
- Pays organisateur (Indonésie)

| Rang  | Nation          | Or | Argent | Bronze | Total |
| ----- | --------------- | -- | ------ | ------ | ----- |
| 1     | Chine           | 12 | 12     | 9      |       |
| 2     | Bahreïn         | 12 | 6      | 7      |       |
| 3     | Inde            | 7  | 10     | 2      |       |
| 4     | Japon           | 6  | 2      | 10     |       |
| 5     | Qatar           | 4  | 2      | 1      |       |
| 6     | Iran            | 2  | 1      |        |       |
| 6     | Ouzbékistan     | 1  | 2      | 1      |       |
| 7     | Kazakhstan      | 1  | 1      | 5      |       |
| 8     | Corée du Sud    | 1  | 1      | 3      |       |
| 8     | Modèle:Viet-Nam | 1  | 1      | 3      |       |
| 10    | Kirghizistan    | 1  | 1      |        |       |
| 11    | Thaïlande       |    | 3      | 1      |       |
| 12    | Indonésie       |    | 2      | 1      |       |
| 13    | Taïwan          |    | 2      |        |       |
| 14    | Irak            |    | 1      |        |       |
| 15    | Arabie saoudite |    |        | 1      |       |
| 15    | Syrie           |    |        | 1      |       |
| 15    | Koweït          |    |        | 1      |       |
| 15    | Pakistan        |    |        | 1      |       |
| 15    | Hong Kong       |    |        | 1      |       |
| 15    | Corée du Nord   |    |        | 1      |       |
| 15    | Tadjikistan     |    | 1      |        |       |
| TOTAL | TOTAL           | 48 | 48     | 49     |       |